# 戈伊恩巴赫河
52°15′10″N 12°19′18″E / 52.25267°N 12.32168°E

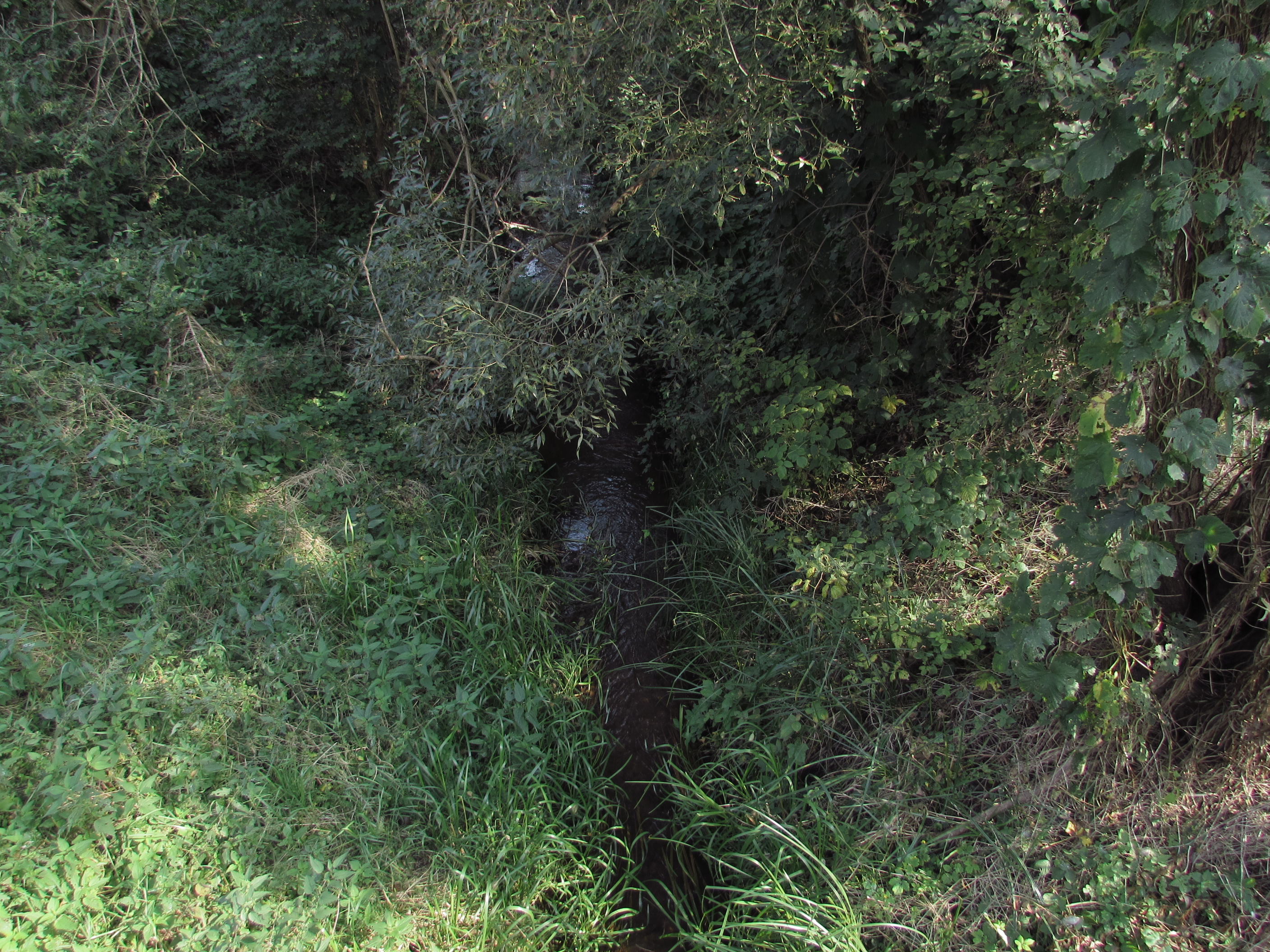
戈伊恩巴赫河

戈伊恩巴赫河（德語：Geuenbach），是德國的河流，位於該國東北部，流經勃蘭登堡州和薩克森-安哈爾特州，屬於布考河的左支流，河道全長4.6公里，流域面積16.9平方公里。